# 鉄飛坂
座標: 北緯35度36分47.7秒 東経139度40分49.6秒 / 北緯35.613250度 東経139.680444度鉄飛坂（てっぴざか）は東京都目黒区平町二丁目と大岡山一丁目の間を西へ下る坂。暗渠化され現在は緑道となっている呑川中里橋に左岸から下る道で、逆に右岸を上るのが寺郷の坂である。
古道品川道の一部を成すが、現在は閑静な住宅街の一角にひっそりと存在している。

## 名前の由来
「てっぺん」を意味する方言「てっぴ」に由来するとする説が有力だが、名前が突飛で古くから関心を引いたためか、数多くの謂れが伝わっている。
『慶長切支丹怪秘記』は佐渡金山開発に貢献したポルトガル人ヒモンヤス・テッピョウスの住所がそれぞれ碑文谷と鉄飛坂となったとするが、碑文谷は室町時代以来の地名であり、矛盾する。
また、碑文谷太郎道政が後三年の役で捕虜として連行した鉄の飛を当地に住まわせたことに由来するという話や、鎌倉時代に荏原太郎義利の家臣鉄飛十郎兵衛が当地の名主として坂上に居住していたという話も伝えられている。
元寇の際の『金沢殿着到状』に載る鉄飛五郎との関連も指摘される。
「てっぴ」を「鉄砲」の転訛として、鉄砲鍛冶が住んでいたことに由来するとする説もある。

## 鉄飛坂帝釈堂
坂上左手の平町二丁目18-13にある。
境内には計6基の庚申塔が存在するが、この内堂内に安置されている4基は昭和57年2月4日に鉄飛坂庚申塔群として区の有形文化財に指定されている。3基は板碑型で、延宝8年（1680年)、貞享2年（1685年）、天保13年（1837年）のものがある。1基は柱型で、明治14年（1881年）に造られ、題目と帝釈天が彫られている。
堂外の2基は入って左手に縦に置かれている。前の1基は青面金剛が彫られており、後ろの1基は文化7年（1810年）2月建立で、「左ハ池上　右ハほりの内」と書かれており、道標の役目も果たしていた。